# 上村 (香港)

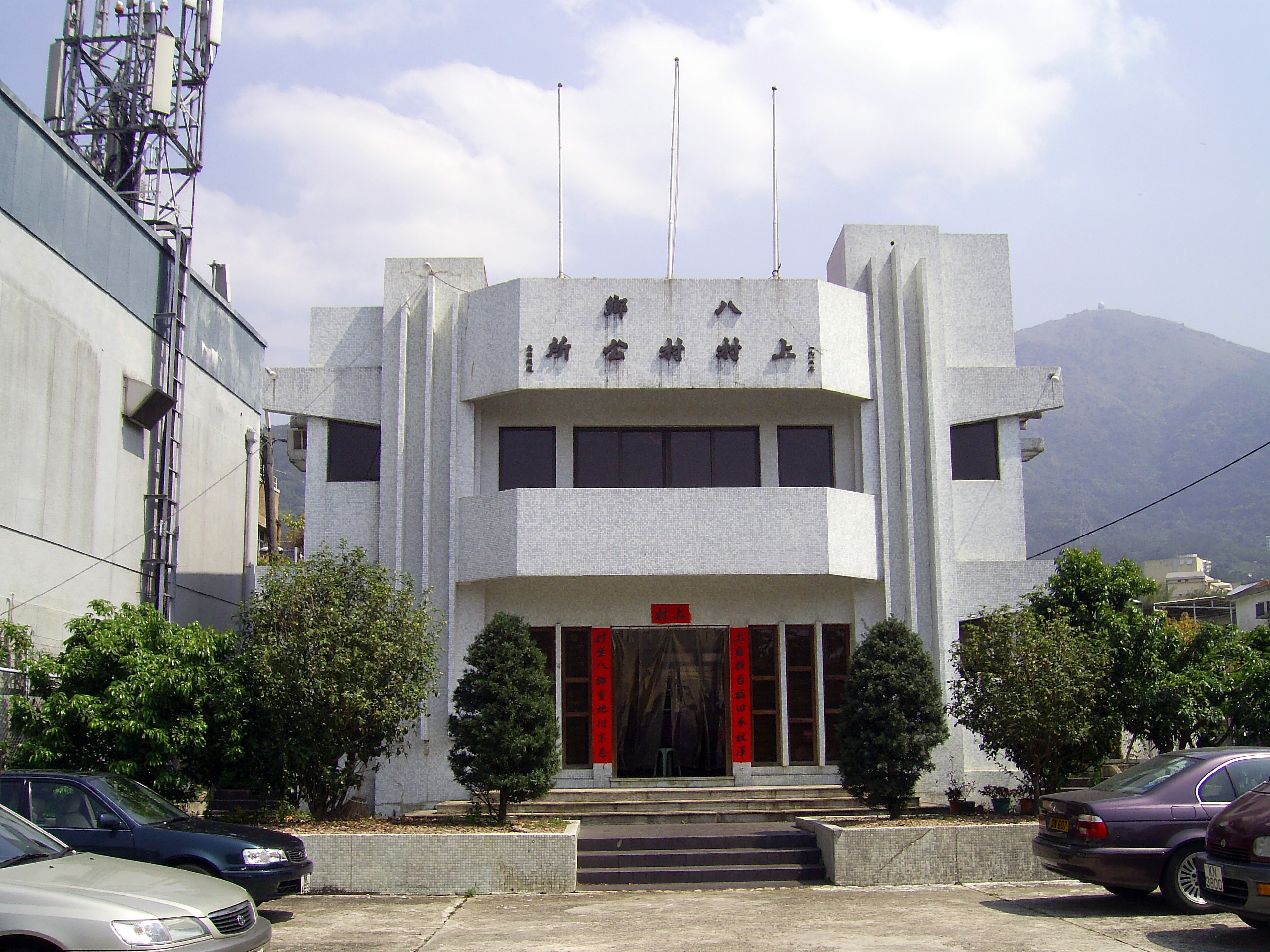
上村村公所

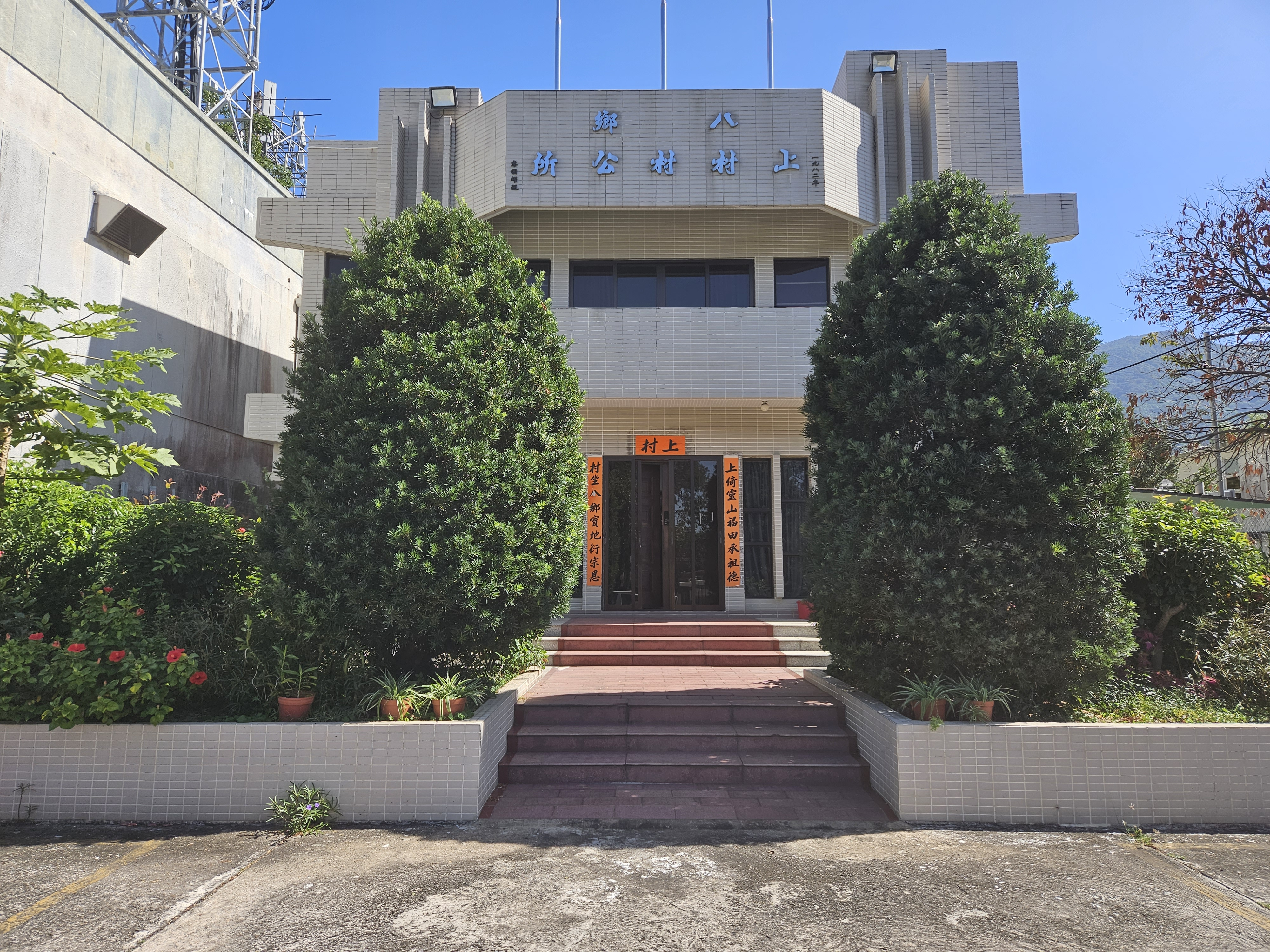
翻新後的上村村公所

上村（英語：Sheung Tsuen）是香港元朗区八鄉的一條原居民村落，一带均为低密度的住宅和車場（尤以拆車場為常見），环境相对僻静。

## 歷史
黎族二世祖黎忠卿於宋朝由江西移居廣東新會，其子孫逐漸繁衍至東莞和錦田一帶，但本土鄧氏在當地勢力龐大，迫使黎氏第十三世祖黎會雲最終率領族人遷居到上村祠堂村，其後由第廿四世祖黎金泰建立黎屋村，並興建黎氏大屋和植桂書室。

## 石頭圍之戰
1899年4月香港新界發生一場英國軍隊與新界原居民間稱為「新界六日戰」的戰爭，事源英國接收新界地區後，以屏山鄧氏為首的新界原居民各大氏族，反抗英國的統治，當中三場主要戰役分別在大埔梅樹坑 、林村林村凹和上村石頭圍展開。
4月17日英軍進駐上村附近駐紥，同時另一支英軍，北上途經泰坑、粉嶺，逐村受降後再轉入八鄉支援。4月18日，於林村凹潰敗的村民與英軍於石頭圍東北，隔河對陣，英軍沿水道佈防，當村民發動進攻到達約二百碼範圍時英軍才開槍，此戰中村民傷亡慘重，很快便敗走，英軍再追趕敗軍直至入夜。4月19日，村民投降，六日戰爭結束。

## 著名景點
- 凌雲寺
- 八鄉古廟
- 植桂書室
- 黎氏大屋
- 黎氏宗祠
- 上村公園回歸紀念柱

## 交通
到达的公路有林锦公路、锦田公路、荃锦公路和锦上路。